# مايك ديوك
مايك ديوك (بالإنجليزية: Mike Duke)‏ هو رائد أعمال أمريكي، ولد في 7 ديسمبر 1949 في مقاطعة فاييت في الولايات المتحدة.

## وصلات خارجية
- مايك ديوك على موقع مونزينجر (الألمانية)
- مايك ديوك على موقع إن إن دي بي (الإنجليزية)